# Divisione di Faizabad
La divisione di Faizabad è una divisione dello stato federato indiano dell'Uttar Pradesh, di 9 977 607 abitanti. Il suo capoluogo è Faizabad.
La divisione di Faizabad comprende i distretti di Ambedkar Nagar, Barabanki, Faizabad e Sultanpur.